# ヘンリー五世 (シェイクスピア)

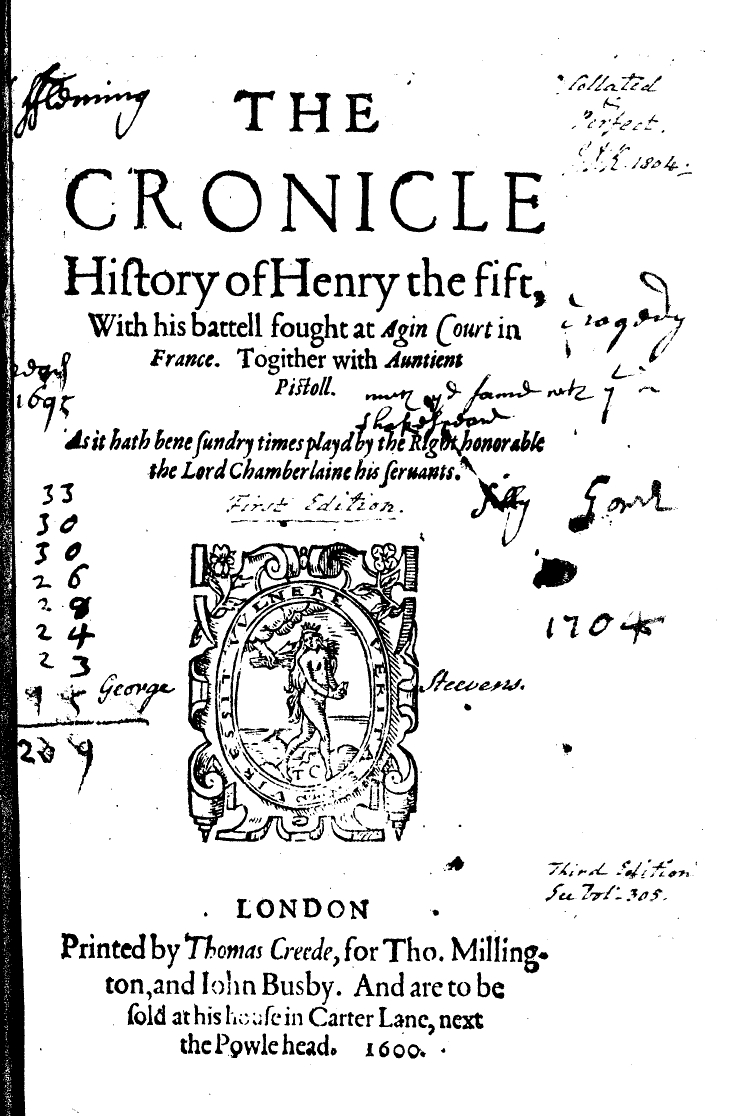
「悪い四折版」と呼ばれる『ヘンリー五世』1600年版の表紙

『ヘンリー五世』（ヘンリーごせい、The Life of Henry the Fifth）は、ウィリアム・シェイクスピアの史劇。1599年作と考えられている。イングランド王ヘンリー五世の生涯を描いたもので、とくに百年戦争のアジャンクールの戦い前後に焦点を当てている。
『リチャード二世』（1595年）、『ヘンリー四世 第1部』（1596年 - 1597年）、『ヘンリー四世 第2部』（1598年）に続くヘンリアド四部作の最終作である。当時の観客にとって主人公ヘンリー五世は、先に『ヘンリー四世』で、手に負えない自制心に欠ける少年・ハル王子として登場していて、馴染みあるキャラクターだった。その若き王子も『ヘンリー五世』では分別ある王に成長し、フランスの征服に乗り出す。

## 材源
シェイクスピアが『ヘンリー五世』で主に材源としたのは、他の史劇同様、ラファエル・ホリンシェッドの『年代記（Chronicles）』（1587年出版の第2版）で、それが劇に「terminus ad quem（目標）」を与えた。エドワード・ホール（Edward Hall）の『ランカスター、ヨーク両名家の統一（The Union of the Two Illustrious Families of Lancaster and York）』（1542年）も参考にしたようで、研究者たちは他にも、サミュエル・ダニエル（Samuel Daniel）の薔薇戦争を題材とした詩にシェイクスピアは通じていたのではと示唆している。

## 創作年代とテキスト

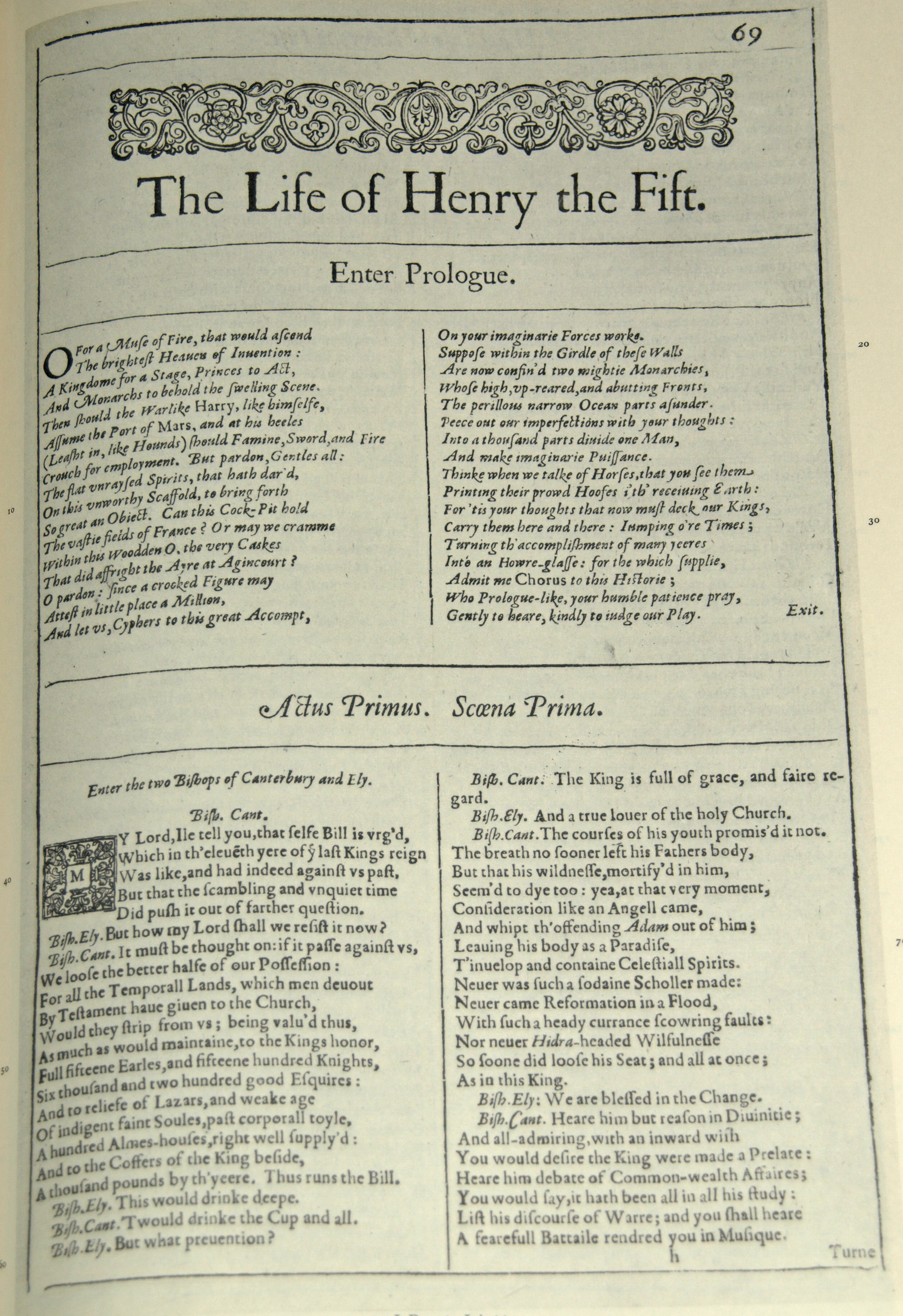
『ファースト・フォリオ』（1623年）から『ヘンリー五世』の最初のページの複写

第5幕冒頭のコロス（説明役）の口上に、ティローン伯の乱鎮圧に失敗した第2代エセックス伯ロバート・デヴァルーへの言及があることから、『ヘンリー五世』が書かれたのは1599年の初め頃と考えられている。1600年8月14日、書籍商Thomas Pavierによって『The Chronicle History of Henry the fifth』として書籍出版業組合の記録に登録された。最初の四折版（Q1）はその年の暮れ前に、PavierというよりThomas MillingtonおよびJohn Busbyによって出版された（印刷はThomas Creede）。
Q1は短縮版で「悪い四折版（Bad quarto）」と呼ばれている。海賊版か書き留めたテキストであることは間違いない。第二の四折版（Q2）は1602年にPavierにより出版された。さらに1619年にはＱ3が、ウィリアム・ジャガード（William Jaggard）の「フォールス・フォリオ」に収められ、1608年の誤った日付で付けられていた。もっとも優れたテキストは1623年の「ファースト・フォリオ」のものである。

## 上演史
1599年春に新しく建てられたグローブ座で初演されたと伝えられる（確認は不可能）。グローブ座は「プロローグ」で「O字形の木造小屋（wooden O）」と言及されている。1600年の最初に印刷されたテキストでは、この劇は何度か上演されたと書かれてあるが、確実にわかっている最初の上演は1605年1月7日、宮廷においてだった。
サミュエル・ピープスが1664年に見た『ヘンリー五世』は、シェイクスピアでなく、初代オーラリー伯ロジャー・ボイルのものだった。シェイクスピアの『ヘンリー五世』は劇作家アーロン・ヒル（Aaron Hill）の改訂で1723年舞台に戻った。
シェイクスピアの時代に『ヘンリー五世』が人気があったという証拠はない。しかし、現在ではたびたび上演され、その台詞の多くは大衆文化で使われている。とくに人気なのが、第4幕第3場における、ヘンリー五世の「聖クリスピンの祭日（Saint Crispin's Day）」の演説である（後述）。
ブロードウェイ史上最も長い上演は1900年のリチャード・マンスフィールド（Richard Mansfield）主演の54回である。他の特筆すべき公演には、1859年のチャールズ・キーン（Charles Kean）、1872年のチャールズ・アレクサンダー・カルヴァート、1928年のウォルター・ハムデン（Hampden）、そして1937年オールド・ヴィック・シアターのローレンス・オリヴィエなどがある。

## 登場人物
- 王ヘンリー五世
- ヘンリー五世の弟

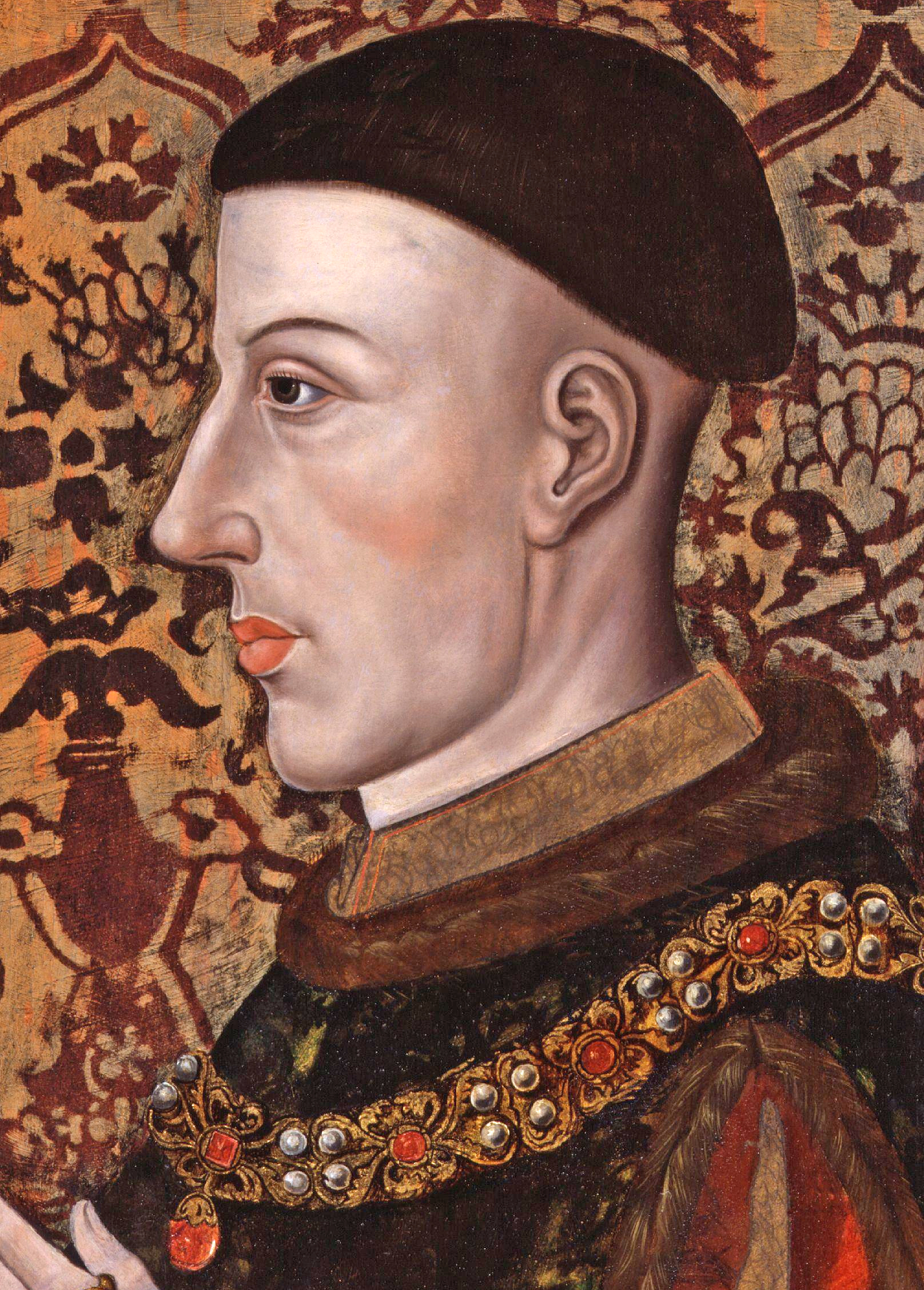
ヘンリー五世

  - グロスター公（Duke of Gloucester）
  - ベッドフォード公（Duke of Bedford） - 版によってはクラレンス公（Duke of Clarence）に置き換えられている。
- エクセター公（Duke of Exeter） - ヘンリー五世の伯父。
- ヨーク公（Duke of York） - ヘンリー五世の従弟。
- ソールズベリー伯（Earl of Salisbury）
- ウェストモーランド伯（Earl of Westmoreland）
- ウォリック伯
- カンタベリー大司教（Archbishop of Canterbury）
- イーリー司教（Bishop of Ely）
- 逆賊
  - ケンブリッジ伯（Earl of Cambridge）
  - スクロープ卿（Lord Scrope）
  - サー・トマス・グレイ（Sir Thomas Grey）
- ヘンリー五世軍の将校
  - サー・トマス・アーピンガム（Sir Thomas Erpingham）
  - サー・ガワー（Sir Gower）
  - サー・フルーエレン（Sir Fluellen）
  - サー・マックモリス（Sir Macmorris）
  - サー・ジャミー（Sir Jamy）
- 同・兵士
  - ベーツ（Bates）
  - コート（Court）
  - ウィリアムズ（Williams）
- ピストル（Pistol）
- ニム（Nym）
- バードルフ（Bardolph）
- 小姓（Boy）
- 伝令（A Herald）
- フランス王（The King of France） - 歴史的にはシャルル6世だが、劇中名前は出てこない。
- ルイ（ルイス、Lewis） - 皇太子。
- ブルゴーニュ公（Duke of Burgundy）
- オルレアン公（Duke of Orleans）
- ブルボン公（Duke of Bourbon）
- ベリー公（Duke of Berry）
- フランス軍司令官（Constable of France）
- フランスの貴族
  - ランブレ（Rambures）
  - グランプレ（Grandpré）
- モントジョイ（Montjoy） - フランス軍伝令官
- ハーフラー（アルフルール（フランス語版、英語版））の市長（Governor of Harfleur）
- イングランド王への使節たち（Ambassadors to the King of England）
- ムッシュ・ル・フェール（Monsieur le Fer） - フランス軍兵士
- イザボー（イザベル、Isabel） - フランス王妃。
- キャサリン（Katharine） - シャルル6世とイザベルの娘
- アリス（Alice） -  キャサリン王女に仕える淑女。
- 居酒屋「ボアーズヘッド亭」亭の女将（Hostess of the Boar's Head Tavern） - 元の名は「クィックリー夫人」。現在はピストルの女房。
- コロス（説明役）

## あらすじ

### プロローグ
イギリス・ルネサンス演劇は背景を使わなかった。大規模な戦闘を伝えることと、張り出し舞台（Thrust stage）の位置の変更の難しさを考慮して、シェイクスピアは、観客にストーリーを説明し、観客の想像力を鼓舞するコロスを起用した（古代ギリシア演劇のコロスは複数だが、ここでは一人で演じた）。コロスはヘンリー五世を演じる役者が「マルスの振る舞いを呈する」よう「炎のミューズ」に乞う。第2幕以降、コロスは幕の最初に登場する。

### 第1幕
ヘンリー五世がフランス遠征を決意するまでが描かれる。

### 第2幕
ケンブリッジ伯らがヘンリー五世暗殺を企てた実在の事件、サウサンプトンの陰謀事件（Southampton Plot）が描かれる。ヘンリー五世がそれを賢明にも暴き、逆賊たちに断固とした処置を取るところは、前作『ヘンリー四世』から大きく成長したことを示している。
また、シェイクスピアの他のシリアス劇同様、本筋と対照的な動きをする滑稽な脇役たちが登場し、時には本筋について注釈を入れる。具体的には、兵士のピストル、ニム、バードルフ、それにステレオタイプの喜劇的なウェールズ兵フルーエレン（Fluellen、ウェールズの姓スウェリン（Llywelyn）の発音借用を試みた名前）である。さらに『ヘンリー四世』に登場したフォルスタッフの死にもわずかに触れている。

### 第3幕

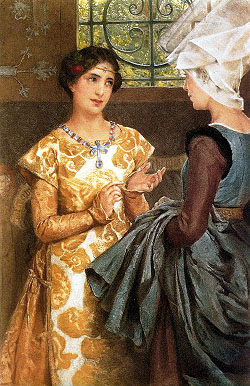
第3幕第4場から、キャサリン（カトリーヌ）がアリスに英語を習っているところ。ローラ・テレサ・アルマ＝タデマ（Laura Theresa Alma-Tadema）画

ハーフラーの包囲のくだりでは、「Once more unto the breach, dear friends..（諸君、もう一度突破口へ…）」ではじまるシェイクスピアの有名な台詞が出てくる。

### 第4幕
アジンコート（アジャンクール）の戦いを目前に控えて、勝利の確信がつかない。夜、ヘンリー五世は一兵士に変装して、兵士たちを励まそうと野営地を回り、兵士たちが実際にどう考えているかを知る。後述する聖クリスピンの祭日の演説は第3場に出てくる。

### 第5幕
アジャンクールの戦いに勝利した後、ヘンリー五世はフランス王女キャサリン（カトリーヌ）に求婚する。最後はフランス王がヘンリー五世をフランスの王位継承者と認める。

### エピローグ
コロスが登場し締めくくる。シェイクスピアが前に発表していた、ヘンリー五世の子ヘンリー六世の劇（『ヘンリー六世 第1部』『ヘンリー六世 第2部』『ヘンリー六世 第3部』1589年 - 1591年）にも言及する。

## 戦争観

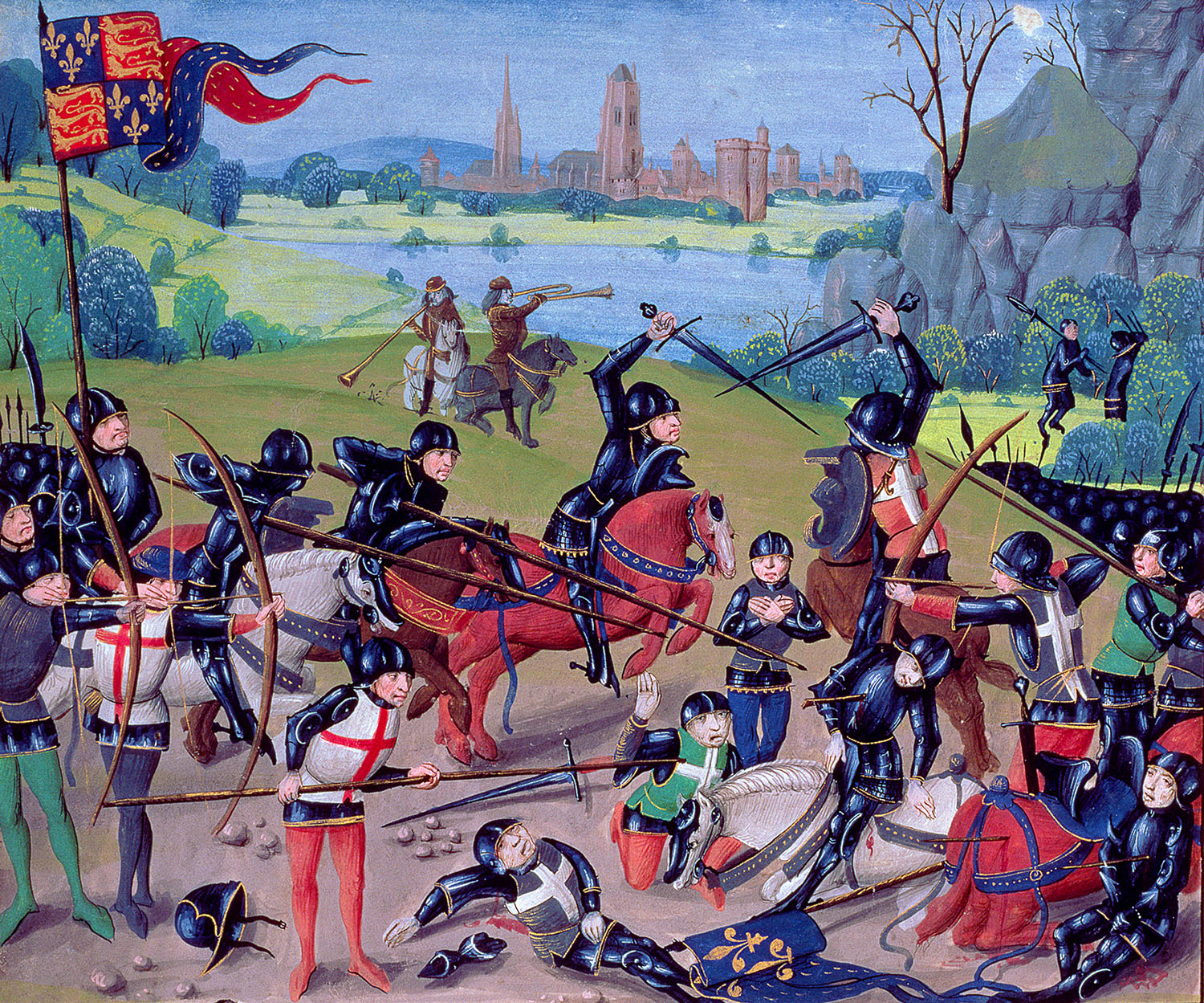
アジャンクールの戦いを描いた当時（15世紀）の細密画

史劇『ヘンリー五世』の戦争観については正反対の解釈ができる。一つは、ヘンリー五世のフランス侵略と軍事力の賞賛。もう一つは、戦争反対の寓話。
一部に、国家主義的な誇りの美化と、当時のイングランドのスペイン・アイルランドに対する軍事的投資を繋げたものだという意見もある。実際、第5幕冒頭でコロスはアイルランドとの戦いについて言及している。劇中、ヘンリー五世は策略を進んで用いる見かけの誠実さと死を辞さぬ気迫を一つにした権謀術数を見せ、それがこの劇のアンビヴァレントさを象徴している。
それに対して、この劇はヘンリー五世の暴力的な動機に対して批判的に見えるという意見もある。コロスとヘンリー五世の立派な言葉は、ピストル、バードルフ、ニムたちの下卑たアクションによって終始貶められている。ピストルは誇張したブランクヴァースで喋るが、それはヘンリー五世の喋り方のパロディのようで、ピストルたちはヘンリー五世の本性を現しているというのである。『ヘンリー四世』に出てくるイーストチープ（Eastcheap）の人々は、君主としてのヘンリー四世の冒険家の要素を強めるために存在しているという指摘もある。
『ヘンリー五世』のこうした不明確さは、公演においても多様な解釈を生んでいる。第二次世界大戦中の1944年に作られたローレンス・オリヴィエ監督・主演の映画『ヘンリィ五世』は愛国心の面を強調したのに対して、ケネス・ブラナー監督・主演の『ヘンリー五世』（1989年）は戦争の恐怖を訴えている。2003年のロイヤル・ナショナル・シアター（Royal National Theatre）の公演では、ヘンリー五世を現代の将軍とし、イラク戦争を嘲笑した。

## 映画
- ヘンリィ五世（1944年） - ローレンス・オリヴィエ監督・主演。
- ヘンリー五世（1989年） - ケネス・ブラナー監督・主演。
- キング（2019年） - デヴィッド・ミショッド監督、ティモシー・シャラメ主演。
- 2012年にはBBCがテレビ映画シリーズ『ホロウ・クラウン/嘆きの王冠』の一篇として製作した。

## 大衆文化での引用
- テレビドラマ『新スタートレック』第3シーズン第10話（通算第57話）『亡命者（The Defector）』冒頭で、データとジャン＝リュック・ピカードはホロデッキで『ヘンリー五世』のリハーサルをする（ちなみに、この場面で演じられる『ヘンリー五世』は、ローレンス・オリヴィエ監督・主演の『ヘンリィ五世』の忠実な再現となっている）。

## 聖クリスピンの祭日の演説
この演説は多くの大衆文化で引用されている。
- スタンダール『パルムの僧院』（1839年） - 「to the happy few（幸福な少数へ）」として引用されている。
- スティーヴン・アンブローズのノンフィクション『バンド・オブ・ブラザース』 - 題名は演説の一節「we band of brothers」から取られている。
- デズモンド・バグリィの冒険小説『高い砦』 (1965年) は、生き延びた研究者が仲間の前で「These wounds I had on Crispin's day」を引用する。
- 映画『ブレイブハート』（1995年） - メル・ギブソンはディレクターズ・コメンタリーの中で、脚本家ランドール・ウォレス（Randall Wallace）は、『ヘンリー五世』の聖クリスピンの祭日の演説を、ウィリアム・ウォレスの戦いの前の演説の基にしたと語った。
- 映画『勇気あるもの』（1994年） - 演説の引用の他に、ダニー・デヴィート扮する主人公は教え子たちに『ヘンリー五世』の劇を見せるためカナダに連れて行く。

また大衆文化と実生活の両方で、戦争への感動的劇的なスローガンは、「聖クリスピンの祭日の演説（St. Crispin's Day Speech）」と呼ばれている。

### 日本語訳一覧
- 坪内逍遥訳 「全集」早稲田大学出版部 1927、新樹社 1958、名著普及会 1989
- 大山俊一訳『世界古典文学全集45 シェイクスピアⅤ』筑摩書房 1966。他に「世界文学大系 第75」同
- 三神勲訳『世界文学全集 第2集 シェイクスピアⅠ』河出書房新社 1967
- 小田島雄志訳 「全集」白水社 1978、白水Uブックス 1983
- 松岡和子訳 「全集」ちくま文庫 2019